# Anaksymander (imię)
Anaksymander – imię męskie pochodzenia greckiego. Obchodzi imieniny 11 sierpnia.

## Znane osoby
- Anaksymander z Miletu – archaiczny grecki filozof.